# Hélio Barrozo Netto
Helio Beviláqua Barrozo Netto (Rio de Janeiro, 1914 — 1998) foi um cineasta, diretor de fotografia e empresário brasileiro.
Entrou para o cinema como assistente de som de Afrodísio de Castro, na Cinédia, em 1934. Aprendeu diversas técnicas e estreou na direção em 1937, com o curta-metragem Canção de Ninar. O filme apresentava uma composição de seu pai, o maestro erudito Barrozo Netto. 
Depois de vários longas como técnico de som, deixou a Cinédia em 1941 para criar a sua própria companhia de cinejornais, a Notícias da Semana. Associou-se aos irmãos Alípio Ramos e Eurides Ramos em 1949, fundando a Cinelândia Filmes. Dirigiu diversas comédias até 1965, quando deixou a direção e produção para se dedicar a seu estúdio de som para cinema.

## Filmes como diretor
- 1953 - Perdidos de Amor (filme) (diretor de fotografia)
- 1955 - O Rei do Movimento (cenas musicais)
- 1958 - O Camelô da Rua Larga (cenas musicais)
- 1958 - Na Corda Bamba (cenas musicais)
- 1959 - Minervina Vem Aí (cenas musicais)
- 1959 - Quem Roubou Meu Samba? (cenas musicais)
- 1959 - Titio Não é Sopa (cenas musicais)
- 1959 - Eu sou o tal (cenas musicais)
- 1960 - Sai Dessa, Recruta
- 1960 - Cala a Boca, Etelvina (cenas musicais)